# Orestes Kindelan Olivares
Orestes Kindelan Olivares (Palma Soriano, Santiago de Cuba, 1 de noviembre de 1964) es un beisbolista cubano.
Un deportista excelente, muy sociable y amigo de todos. Es casado y padre de dos hijos: una chica, Lisandra Kindelán Biset y un varón Lionar Kindelán Biset.
En estos momentos vive en el Reparto Vista Alegre de Santiago de Cuba, Cuba.
No por gusto la afición beisbolera de Cuba lo identifica como el “Tambor mayor” y es que su enorme poder lo convierte en el mejor bateador de largo alcance que ha tenido este deporte durante todos los tiempos en la isla.
Lo anterior se corrobora con los 487 jonrones que archivo en su brillante trayectoria. La hasta ahora inalcanzable cifra fue lograda en 6588 veces al bate.
Casi siempre alineó como cuarto bate en cuanto equipo jugó durante 21 series nacionales.
Durante las décadas de los 80 y 90 del siglo XX tuvo la posibilidad de representar a Cuba en siete campeonatos mundiales, igual cantidad de copas intercontinentales, tres Juegos Olímpicos, cuatro panamericanos y cuatro lides centrocaribeñas.
Con 1,90 m de estatura y 89 kilogramos, este jugador de ébano es oriundo de la oriental localidad de Palma Soriano, donde nació el siete de enero de 1964.
Está entre los pocos que han bateado más de dos mil hits y llegó a impulsar 1 511 carreras. Produjo, además, 330 dobletes y 36 triples, cifra esta última indicativa de no ser un corredor rápido, debido a su constitución física.
Posee el récord de 99 cuadrangulares sumadas dos temporadas consecutivas. En 1987-1988 conectó 51 (Récord para una temporada sumadas la Nacional y la Selectiva) y en 1988-1989 pegó 48.
Debutó como cácher, luego pasó a desempeñarse como jardinero izquierdo, hasta que definitivamente actuó como primera base o en condición de bateador designado.
Todavía una buena parte de la conocedora afición cubana siente nostalgia cuando se percata de que el excepcional slugger, desde 2002 insertado en el béisbol japonés, quedó solo a 13 cuadrangulares de los 500, cifra a la cual ningún amateur cubano ha llegado ni llegará en los próximos años.
Desde 2006 comenzó a trabajar de nuevo con el equipo de béisbol de Santiago de Cuba, siendo su entrenador de bateo. También ha participado con el equipo de béisbol de Cuba en juegos del ALBA y encuentros internacionales, se le vio en las Olimpiadas de Pekín 2008, como parte del equipo cubano, equipo que ganó la plata olímpica.

## Actuación de por vida en Series Nacionales
| Nombre           | SN | CB   | VB   | C    | H    | AVE  | 2B  | 3B | HR  | TB   | SLU  | BR | CR | CI   | DB  | BB   | BI  | SO   |
| ---------------- | -- | ---- | ---- | ---- | ---- | ---- | --- | -- | --- | ---- | ---- | -- | -- | ---- | --- | ---- | --- | ---- |
| Orestes Kindelan | 21 | 7997 | 6488 | 1379 | 2030 | .313 | 330 | 36 | 487 | 3893 | .600 | 31 | 29 | 1511 | 185 | 1232 | 168 | 1025 |

## Participaciones deportivas
- 6 Campeonatos Mundiales
- 3 Juegos Olímpicos
- 6 Copas Intercontinentales
- 4 Citas Panamericanas
- 4 Centroamericanas y del Caribe.

En la actualidad (2006) se desempeña como jugador en la Liga Industrial de Japón.
A su regreso de Japón (2006) pasó a ser entrenador de bateo del equipo de béisbol de Santiago de Cuba y luego del equipo Nacional que participó en los Juegos Olímpicos de Beijing en 2008.

## Resultados obtenidos
- 1999: Oro, Juegos Panamericanos de Winnipeg, Canadá.
- 1998: Oro, Juegos Centroamericanos de Maracaibo, Venezuela.
- 1998: Oro, Campeonato Mundial de Barcelona, España.
- 1997: Plata, Copa Intercontinental, Italia.
- 1996: Oro, Juegos Olímpicos de Atlanta, Estados Unidos de América.